# Marion Posch
Marion Posch (Vipiteno, 2 de noviembre de 1972) es una deportista italiana que compitió en snowboard, especialista en las pruebas de eslalon.
Ganó dos medallas de oro en el Campeonato Mundial de Snowboard, en los años 1996 y 1999.
Participó en tres Juegos Olímpicos de Invierno, entre los años 1998 y 2006, ocupando el sexto lugar en Nagano 1998, en el eslalon gigante.

## Medallero internacional
| Campeonato Mundial | Campeonato Mundial       | Campeonato Mundial | Campeonato Mundial |
| Año                | Lugar                    | Medalla            | Competición        |
| ------------------ | ------------------------ | ------------------ | ------------------ |
| 1996               | Lienz (Austria)          | Medalla de oro     | Eslalon paralelo   |
| 1999               | Berchtesgaden (Alemania) | Medalla de oro     | Eslalon paralelo   |